# Myophonus
A Myophonus régebben Myiophonus a madarak osztályának verébalakúak (Passeriformes) rendjébe és a légykapófélék (Muscicapidae) családjába tartozó nem.

## Rendszerezésük
A nemet Coenraad Jacob Temminck írta le 1822-ben, az alábbi fajok tartoznak ide:
- ceyloni fütyülőrigó (Myophonus blighi)
- fényes fütyülőrigó (Myophonus melanurus)
- jávai fütyülőrigó (Myophonus glaucinus)
- szumátrai fütyülőrigó (Myophonus castaneus)
- borneói fütyülőrigó (Myophonus borneensis)
- maláj fütyülőrigó (Myophonus robinsoni)
- malabári fütyülőrigó (Myophonus horsfieldii)
- tajvani fütyülőrigó (Myophonus insularis)
- vízi fütyülőrigó (Myophonus caeruleus)

## Előfordulásuk
Dél- és Délkelet-Ázsiában honosak. Természetes élőhelyeik a szubtrópusi vagy trópusi esőerdőkben van, egy faj mérsékelt övi erdőkben és mangroveerdőkben is él, folyók és patakok környékét kedvelik. Állandó, nem vonuló fajok.

## Megjelenésük
Testhosszuk 22-35 centiméter körüli.